# Егіл
Егіл (Egil, Eigill, Angantyr; ? — близько 515) — напівлегендарний конунг Світьода у бл.480—515 роках. Про нього згадується в епосі «Беовульф», де допомагав боротися з драконом під ім'ям Онгентеов.

## Життєпис
Походив з династії Інглінгів. Син конунга Ауна Старого. Згідно «Саги про Інглінгів» Егіл був володарем миролюбним, не любив воювати і спокійно сидів удома.

### Війна з Тунні
У нього був раб на ім'я Тунні (або Туіні), який при конунзі Ауні був зберігачем скарбів. Егіл змусив Тунні працювати нарівні з іншими рабами. Тунні це не сподобалося. Він втік, покликавши з собою багатьох інших рабів. Вони відкопали скарби Ауна, про які знав Тунні, і розділили між собою.
Раби, що втекли від панів, оселилися в лісі, і до них приєдналися багато інших втікачів. Вони ховалися в лісах, іноді робили набіги, грабували людей і вбивали. Оскільки Тунні ділив награбоване між людьми, ті його дуже любили.
Почувши про це, конунг Егіл виступив з військом і став їх розшукувати. Але одного вечора, коли він роздягнувся перед сном, несподівано прийшов зі своїми людьми Тунні і вбив багатьох людей конунга. Коли конунг Егіл помітив небезпеку, він приготувався оборонятися й підняв свій прапор, але багато його людей втекли від нього. Тунні та його люди настирливо нападали, і конунг Егіл побачив, що немає іншого виходу, крім втечі. Тунні переслідував його до лісу, а потім повернулися туди, де жив народ, і стали грабувати та спустошувати, повсталі більше не зустріли опору. Все, що Тунні захопив у гераді (маєтку конунга), він роздав своїм людям, тому у нього стало безліч друзів. Конунг Егіл зібрав військо і почав боротьбу з Тунні. Але останній здобув перемогу, і Егіл втік, втративши багато людей. Згодом Тунні ще 8 разів здобував перемоги над Егілом, і тому довелося просити допомоги у данського конунга Фроде Сміливого. Пообіцявши Фроде регулярно платити данину, Егіл взяв його вояків і переміг Тунні. Потім він відіслав данів назад, і кожні півроку надсилав Фроде багаті подарунки, але не платив данини. Це не завадило Егілу і Фроде залишатися друзями.

### Загибель
Після того як було вбито Тунні, Егіл правив державою 3 роки. Одного разу трапилося, що сірий бик, який був призначений для жертвопринесення, так постарів і став настільки відгодованим, що став лютим. І коли його хотіли взяти для жертвопринесення, він втік до лісу, здичавів й довго залишався в лісі, завдаючи великої шкоди народу.
Конунг Егіл був чудовим мисливцем. Він часто днем їхав у ліс і полював на звірів. Одного разу він виїхав на полювання зі своїми людьми. Конунг довго переслідував одного звіра й скоро поскакав за ним у ліс далеко від всіх інших. Тут він побачив того самого бика і поскакав за ним, бажаючи його вбити. Бик кинувся на нього, і конунг пронизав його, але спис вискочив з рани, бик пронизав рогами коня конунга. Кінь впав і конунг разом з ним. конунг схопився, намагався вихопити меча. Тоді бик загнав роги йому в груди, так що вони довго залишалися в них. Тут прискакали люди конунга і вбили бика. Поранений Егіл невдовзі помер. І був похований в одному з курганів у Старій Уппсалі. Владу успадкували сини Оттар і Онела.

## У сагах
У Беовульфі розповідається про війну Онгентеова (Егіла) з гетами на чолі із конунгом Гадкюном. Останній раптово захопив столицю конунга свеїв, де була дружина Онгентеова. Втім останній наздогнав гетів, переміг їх, вбивши Гадкюна. Наступного дня прийшло нове військо гетів на чолі з Гигелаком, братом Гадкюном, які завдали рішучої поразки свеям. У цій битві загинув Онгентеов.